# Jan Stapiński
Jan Stapiński (21. prosince 1867 Jabłonica Polska – 17. února 1946 Krosno) byl rakouský politik polské národnosti z Haliče, na přelomu 19. a 20. století poslanec Říšské rady, meziválečný poslanec Sejmu; významná postava rolnického hnutí v Haliči a dlouholetý předseda agrárních politických stran (zejména Polská lidová strana a Polská lidová strana levice).

## Biografie
Pocházel z rolnické rodiny. Studoval dva roky na vesnické škole v Kombornie, pak v Krosně. V mládí mu zemřela matka a vychovával ho otec. Jako dítě přežil těžkou oční chorobu a hrozilo mu oslepnutí. Místní vikář si povšiml jeho nadání a díky tomu začal Jan studovat, přičemž původním cílem bylo, aby se stal knězem. V roce 1880 studoval na gymnáziu v Přemyšli, pak v Sanoku a od roku 1885 v Jaslu. V roce 1887 se zapojil do polského tajného studentského spolku Orzeł Biały. Maturoval v roce 1889. Pak krátce pracoval jako zástupce ředitele pobočky rolnické banky v Jaslu. Potom jeden rok studoval na Lvovské univerzitě. Během studií ve Lvově se seznámil s knězem a pozdějším politickým činovníkem Stanisławem Stojałowským. Publikoval v denním tisku. Během volebního mítinku v roce 1891 byl zatčen a po několik měsíců vězněn. V polovině 90. let byl zakládajícím členem Polské lidové strany a na ustavujícím sjezdu se stal náhradníkem stranického výboru. Nadále měl blízko k Stanisławovi Stojałowskému, ale později se jejich cesty rozešly, když Stojałowski požadoval přidat k názvu lidové strany slovo „křesťanská.“ Stapiński se obával, že by rolnické hnutí bylo pod přílišným vlivem katolické církve. Od roku 1898 byl členem předsednictva Polské lidové strany a od roku 1900 jejím tajemníkem. Jeho rostoucí vliv se projevil i tím, že politici lidové strany byli stále častěji označováni neformálně jako stapińszczyki. Od roku 1907, poté co zemřel Henryk Rewakowicz, zastával Stapiński funkci předsedy strany, přičemž fakticky řídil její činnost již nějakou dobu předtím. Funkci předsedy obhájil na sjezdu v roce 1908. Po roce 1901 se stal rovněž redaktorem a vydavatelem listu Przyjaciel Ludu.
Od roku 1901 do roku 1906 zasedal jako poslanec Haličského zemského sněmu. Zde roku 1902 vyzval k zavedení všeobecného a tajného volebního práva. Téhož roku podpořil rolnickou stávku ve východní Haliči.
Byl také poslancem Říšské rady (celostátního parlamentu Předlitavska), kam usedl v doplňovacích volbách do Říšské rady roku 1898 za kurii všeobecnou v Haliči, 7. volební obvod: Sanok, Krosno atd. Nastoupil místo Stanisława Wysockého. Ve volbách do Říšské rady roku 1901 kandidoval, ale nebyl zvolen. Do parlamentu se vrátil ve volbách do Říšské rady roku 1907, konaných poprvé podle všeobecného a rovného volebního práva. Byl zvolen za obvod Halič 50. Mandát zde obhájil ve volbách do Říšské rady roku 1911. Ve volebním období 1897–1901 se uvádí jako Jan Stapiński, redaktor, bytem Lvov. V parlamentní práci mu pomohla dobrá znalost němčiny.
Na Říšské radě se po roce 1898 stal předsedou poslaneckého Klubu Polské lidové strany, který se nepřipojil k střechovému Polskému klubu. Po volbách roku 1907 zasedl do parlamentního Polského klubu. Šlo o výraz změny taktiky Polské lidové strany, která se sblížila s konzervativci a v zájmu pozitivní politika se již nevydělovala z Polského klubu. Stapiński se stal místopředsedou Polského klubu. V roce 1909 se neúspěšně snažil získat vládní post (ministr pro haličské záležitosti). Po volbách roku 1911 zasedl do Klubu Polské lidové strany.
Roku 1913 se během rozkolu v Polské lidové straně přidal k jejímu levicovému křídlu, které se pak transformovalo do nástupnické politické formace Polská lidová strana levice (Polskie Stronnictwo Ludowe Lewica), která měla radikálnější program a sbližovala se se socialisty. Stapiński byl zvolen jejím předsedou.
Za první světové války podporoval polskou orientaci na Rakousko-Uhersko, nebyl ale výrazněji politicky aktivní. Až v říjnu 1918 se podílel na částečném znovusjednocení obou stran vzniklých rozkolem z roku 1913, nyní pod názvem Zjednoczenie Ludowe. Byl zvolen jedním ze tří místopředsedů nové strany. Její existence ale byla krátká a po čase se opět osamostatnila Stapińského Polská lidová strana levice.
V letech 1919–1922 a 1928–1930 zasedal jako poslanec polského Sejmu. Roku 1919 do něj byl zvolen za Polskou lidovou stranu levice. V roce 1924 se podílel na vzniku nové strany Związek Chłopski (Rolnický svaz) a od roku 1926 dalšího politického subjektu Stronnictwo Chłopskie (Rolnická strana). Ještě během roku 1926 se ale názorově s touto stranou rozešel, protože Stapiński podporoval autoritativní kurz (tzv. sanace) Józefa Piłsudského. Obnovil proto stranu Związek Chłopski. Za ni byl v roce 1928 zvolen do Sejmu. Strana kandidovala v rámci šírší aliance Bezpartyjny Blok Współpracy z Rządem (Nestranický blok pro spolupráci s vládou). Vládní kruhy ho ale nakonec odstavily z aktivní politiky. Ve volbách roku 1930 mu totiž byl přidělen jiný volební obvod, ve kterém se netěšil své regionální popularitě, a ve volbách neuspěl. V roce 1933 zanikl list Przyjaciel Ludu. Usadil se v Klimkówce a psal paměti. K sanačnímu režimu ale zůstával pozitivně nakloněný. Naposledy veřejně vystoupil v roce 1938.